# Championnat de France de football de deuxième division 1990-1991
Navigation
Division 2 1989-1990 Division 2 1991-1992
Le Championnat de France de football Division 2 1990-1991 a vu la victoire du Havre AC.

## Les 36 clubs participants
| Groupe A - GFC Ajaccio - Olympique d'Alès - FC Annecy - Olympique avignonnais - SEC Bastia - ECAC Chaumont - CSL Dijon - USL Dunkerque - SAS Épinal - FC Gueugnon - FC Istres VN - CS Louhans-Cuiseaux - FC Martigues - FC Mulhouse - Nîmes Olympique - Stade Rodez Football - RC Strasbourg - US Valenciennes-Anzin | Groupe B - Angers SCO - AS Beauvais Oise - FC Bourges - US Créteil - EA Guingamp - La Roche VF - Stade lavallois FC - Le Havre AC - Le Mans UC 72 - RC Lens - AS Saint-Seurin - Chamois niortais FC - US Orléans - AS Red Star - Stade de Reims - FC Rouen - Olympique Saint-Quentin - FC Tours |

## Classement final Groupe A[1]
Victoire à 2 points
| Rang | Équipe                | Pts | J  | G  | N  | P  | Bp | Bc | Diff |
| ---- | --------------------- | --- | -- | -- | -- | -- | -- | -- | ---- |
| 1    | Nîmes Olympique       | 44  | 34 | 17 | 10 | 7  | 40 | 27 | +13  |
| 2    | RC Strasbourg         | 43  | 34 | 19 | 5  | 10 | 70 | 37 | +33  |
| 3    | US Valenciennes-Anzin | 43  | 34 | 13 | 17 | 4  | 30 | 17 | +13  |
| 4    | Olympique d'Alès      | 43  | 34 | 17 | 9  | 8  | 37 | 32 | +5   |
| 5    | FC Istres VN          | 37  | 34 | 14 | 9  | 11 | 41 | 41 | 0    |
| 6    | SEC Bastia            | 35  | 34 | 12 | 11 | 11 | 46 | 35 | +11  |
| 7    | Olympique avignonnais | 35  | 34 | 10 | 15 | 9  | 41 | 37 | +4   |
| 8    | Stade ruthénoisP      | 34  | 34 | 10 | 14 | 10 | 32 | 38 | -6   |
| 9    | FC Annecy             | 33  | 34 | 10 | 13 | 11 | 26 | 25 | +1   |
| 10   | FC MulhouseR          | 32  | 34 | 11 | 10 | 13 | 41 | 35 | +6   |
| 11   | FC Martigues          | 32  | 34 | 11 | 10 | 13 | 41 | 38 | +3   |
| 12   | FC Gueugnon           | 32  | 34 | 9  | 14 | 11 | 30 | 29 | +1   |
| 13   | SAS ÉpinalP           | 30  | 34 | 11 | 8  | 15 | 33 | 40 | -7   |
| 14   | GFC AjaccioP          | 30  | 34 | 11 | 8  | 15 | 30 | 39 | -9   |
| 15   | ECAC Chaumont         | 30  | 34 | 10 | 10 | 14 | 32 | 50 | -18  |
| 16   | CS Louhans-Cuiseaux   | 28  | 34 | 7  | 14 | 13 | 28 | 36 | -8   |
| 17   | USL Dunkerque         | 26  | 34 | 6  | 14 | 14 | 17 | 36 | -19  |
| 18   | CSL Dijon             | 25  | 34 | 7  | 11 | 16 | 29 | 52 | -23  |

Promotions et relégations
- Promotion en Division 1 1991-1992
- Barrages de promotion en Division 1
- Relégation en Division 3 1991-1992
- Dépôt de bilan

Abréviations
- P : Promu de Division 3 1989-1990
- R : Relégué de Division 1 1989-1990

## Classement final Groupe B[1]
Victoire à 2 points
| Rang | Équipe                   | Pts | J  | G  | N  | P  | Bp | Bc | Diff |
| ---- | ------------------------ | --- | -- | -- | -- | -- | -- | -- | ---- |
| 1    | Le Havre AC              | 47  | 34 | 18 | 11 | 5  | 52 | 17 | +35  |
| 2    | RC Lens                  | 42  | 34 | 14 | 14 | 6  | 49 | 26 | +23  |
| 3    | Stade lavallois FC       | 41  | 34 | 16 | 9  | 9  | 49 | 29 | +20  |
| 4    | Angers SCO               | 40  | 34 | 16 | 8  | 10 | 52 | 32 | +20  |
| 5    | FC Rouen                 | 40  | 34 | 15 | 10 | 9  | 46 | 26 | +20  |
| 6    | Stade de Reims           | 37  | 34 | 13 | 11 | 10 | 38 | 29 | +9   |
| 7    | EA Guingamp              | 35  | 34 | 12 | 11 | 11 | 35 | 37 | -2   |
| 8    | AS Saint-Seurin          | 34  | 34 | 10 | 14 | 10 | 33 | 37 | -4   |
| 9    | FC Tours                 | 33  | 34 | 9  | 15 | 10 | 26 | 32 | -6   |
| 10   | AS Red Star              | 32  | 34 | 9  | 14 | 11 | 36 | 43 | -7   |
| 11   | AS Beauvais Oise         | 31  | 34 | 9  | 13 | 12 | 21 | 25 | -4   |
| 12   | La Roche VF              | 31  | 34 | 10 | 11 | 13 | 35 | 46 | -11  |
| 13   | FC BourgesP              | 31  | 34 | 10 | 11 | 13 | 35 | 51 | -16  |
| 14   | Le Mans UC 72P           | 30  | 34 | 8  | 14 | 12 | 28 | 33 | -5   |
| 15   | Chamois niortais FC      | 29  | 34 | 9  | 11 | 14 | 26 | 33 | -7   |
| 16   | US Orléans               | 28  | 34 | 7  | 14 | 13 | 29 | 41 | -12  |
| 17   | US Créteil               | 26  | 34 | 7  | 12 | 15 | 28 | 52 | -24  |
| 18   | Olympique Saint-QuentinP | 25  | 34 | 7  | 11 | 16 | 24 | 53 | -29  |

Promotions et relégations
- Promotion en Division 1 1991-1992
- Barrages de promotion en Division 1
- Relégation en Division 3 1991-1992
- Dépôt de bilan

Abréviations
- P : Promu de Division 3 1989-1990
- R : Relégué de Division 1 1989-1990

## Barrages
- Match de Pré-barrages : RC Strasbourg - Stade lavallois FC 3-1, et RC Lens -  US Valenciennes-Anzin 1-0
- Barrage : RC Strasbourg - RC Lens 1-1 / 1-3 (2-4)
- Barrage D1-D2 : Toulouse FC  (D1) - RC Lens (D2) 4-0 / 0-1 (4-1) Le RC Lens montera à la suite du dépôt de bilan des Girondins de Bordeaux
- Match des champions : Le Havre AC - Nîmes Olympique 3-0 / 0-0 (3-0)

## Tableau d'honneur
- Montent en D1 : Le Havre AC, RC Lens, Nîmes Olympique
- Descendent de D1 en D2 : Girondins de Bordeaux, Stade Brestois 29, OGC Nice relégués administrativement pour raison financière.
- Montent en D2 : Amiens SC, RC Ancenis, LB Châteauroux, FC Grenoble Dauphiné, Perpignan FC, CS Sedan-Ardennes
- Descendent en D3 : Olympique avignonnais, ECAC Chaumont, US Créteil, CSL Dijon, Chamois niortais FC, Stade de Reims

## Buteurs
| Place | Joueur              | Nationalité | Club          | Buts | Groupe |
| ----- | ------------------- | ----------- | ------------- | ---- | ------ |
| 1er   | Didier Monczuk      | France      | RC Strasbourg | 23   | Gr A   |
| 2e    | Christophe Lagrange | France      | SCO Angers    | 19   | Gr B   |
| 3e    | Frank Lebœuf        | France      | RC Strasbourg | 18   | Gr A   |
| 3e    | Patrick Weiss       | France      | SAS Épinal    | 18   | Gr A   |